# Comté de Mountain View

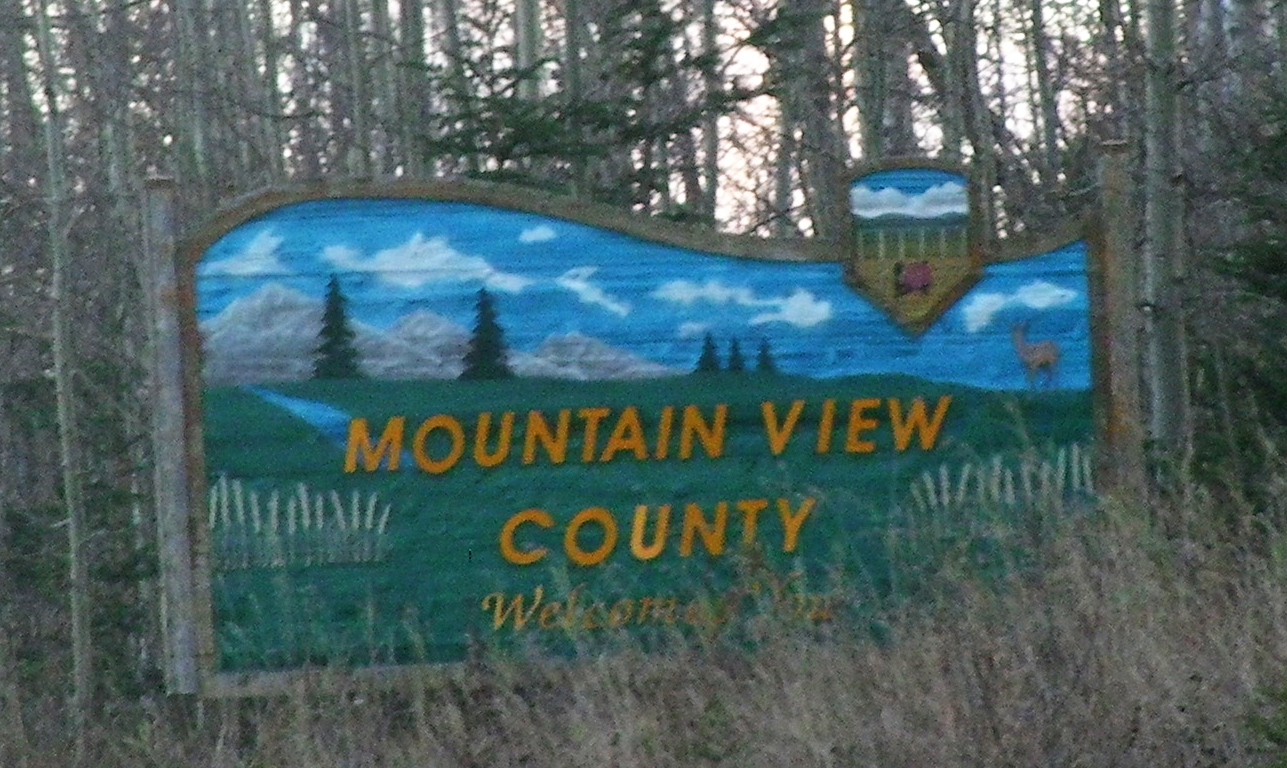
Comté de Mountain View.

Le comté de Mountain View (anglais : Mountain View County) est un district municipal de 12,359 habitants en 2011, situé dans la province d'Alberta, au Canada.

## Communautés et localités
Bourgs
- Carstairs
- Didsbury
- Olds
- Sundre

Villages
- Cremona

Localités
- Blooming Prairie
- Bearberry
- Bergen
- Dogpound
- Eagle Hill
- Elkton
- Garfield
- Harmattan
- Jackville
- Mayton
- Minaret
- Mound
- Neapolis
- Netook
- Shantz
- Stirlingville
- Water Valley
- Wessex
- Westcott
- Westerdale
- Westward Ho

## Démographie
| 2011   | 2016   |
| ------ | ------ |
| 12 359 | 13 074 |